# Армійські дружини
Армійські дружини (англ. Army Wives) — американський телесеріал, що виходив на каналі Lifetime протягом семи сезонів, 3 червня 2007 — 24 вересня 2013 року. У центрі сюжету життя сімей чотирьох жінок-дружин американських військовослужбовців.
Серіал виробництва ABC Studios, створений за мотивами книги Тані Біанки «Під шаблями: Негласний кодекс армійських дружин», став найрейтинговішим телешоу каналу Lifetime. У 2014 році вийшов телефільм-закінчення для пояснення фіналу історії телесеріалу.
Дія серіалу відбувається на вигаданій військовій базі США Форт Маршалл у місті Чарльстон, Південна Кароліна, де начебто розташовується 23-я повітряно-десантна дивізія. Деякі епізоди шоу знімалися в околицях міста Чарльстон. Прототипом серіальної дивізії стала 82-га авіадесантна дивізія Форту Брег.

## Сюжет
У пілотному епізоді «Армійських дружин» Роксі (Саллі Прессман) погоджується на пропозицію одружитися із солдатом Тревором Лебланка (Дрю Фуллер) і переїжджає разом з ним і двома своїми синами до Форту Маршалла. Починаючи своє життя як дружини військовослужбовця, вона влаштовується на роботу барменом в місцевий бар Джоді. Під час роботи Роксі знайомиться з Клаудією Джой Голден (Кім Ділейні), яка всіляко підтримує кар'єру свого чоловіка — полковника Майкла Голдена (Браян Макнамара) і стежить, щоб все було відповідно до політики бази. Інша армійська дружина, Памела Моран (Бріджит Бренно), вагітна близнюками — вона стала сурогатною матір'ю, щоб витягнути свою сім'ю з боргів. Чоловік Памели Чейз є сержантом надсекретного підрозділу Дельта. Тим часом психіатр Роланд Бертон (Стерлінг Браун) намагається налагодити стосунки з дружиною, підполковником Джоан Бертон (Венді Девіс), яка щойно повернулася з Афганістану. Деніз Шервуд (Кетрін Белл) страждає від гнівних нападів сина Джеремі (Річард Браянт) і строгості чоловіка, майора Френка Шервуда (Террі Серпіко).
Усіх героїв об'єднують пологи Памели на більярдному столі в барі, де працює Роксі. У першому сезоні все вони стають близькими друзями, які стикаються з різними важкими ситуаціями.
Хоча серіал знятий за книгою, між ним і першоджерелом є відмінності. Наприклад, у книзі чоловік Клаудії Джой розбився на вертольоті під час місії з розшуку останків американських солдатів у В'єтнамі.

## Список епізодів
| Сезон | Сезон | Епізоди | Прем'єрний показ | Прем'єрний показ |
| Сезон | Сезон | Епізоди | Початок          | Закінчення       |
| ----- | ----- | ------- | ---------------- | ---------------- |
|       | 1     | 13      | 3 липня 2007     | 26 серпня 2007   |
|       | 2     | 19      | 8 червня 2008    | 2 листопада 2008 |
|       | 3     | 18      | 7 липня 2009     | 11 жовтня 2009   |
|       | 4     | 18      | 11 квітня 2010   | 22 серпня 2010   |
|       | 5     | 13      | 6 березня 2011   | 12 червня 2011   |
|       | 6     | 23      | 4 березня 2012   | 9 вересня 2012   |
|       | 7     | 13      | 10 березня 2013  | 9 червня 2013    |

## Акторський склад

### Основний склад
| Актор                | Персонаж                              | Тип ролі в сезонах | Тип ролі в сезонах | Тип ролі в сезонах | Тип ролі в сезонах | Тип ролі в сезонах | Тип ролі в сезонах | Тип ролі в сезонах |
| Актор                | Персонаж                              | 1                  | 2                  | 3                  | 4                  | 5                  | 6                  | 7                  |
| -------------------- | ------------------------------------- | ------------------ | ------------------ | ------------------ | ------------------ | ------------------ | ------------------ | ------------------ |
| Кім Ділейні          | Клаудія Джой Голден                   | постійна           | постійна           | постійна           | постійна           | постійна           | постійна           |                    |
| Кетрін Белл          | Деніз Шервуд                          | постійна           | постійна           | постійна           | постійна           | постійна           | постійна           | постійна           |
| Венді Девіс          | полковник Джоан Бертон                | постійна           | постійна           | постійна           | постійна           | постійна           | постійна           | постійна           |
| Саллі Прессман       | Роксі (Роксана Марі) Леблан           | постійна           | постійна           | постійна           | постійна           | постійна           | постійна           | гостьова           |
| Бріджид Бранна       | Памела Моран                          | постійна           | постійна           | постійна           | постійна           | постійна           | гостьова           | гостьова           |
| Браян Макнамара      | генерал-лейтенант Майкл Джеймс Голден | постійна           | постійна           | постійна           | постійна           | постійна           | постійна           | постійна           |
| Стерлінг К. Браун    | доктор Роланд Бертон                  | постійна           | постійна           | постійна           | постійна           | постійна           | постійна           | повторювана        |
| Дрю Фуллер           | лейтенант Тревор Леблан               | постійна           | постійна           | постійна           | постійна           | постійна           | постійна           |                    |
| Джеремі Девідсон     | Чейз Моран                            | постійна           | постійна           | постійна           | постійна           | постійна           | гостьова           |                    |
| Річард Браянт        | Джеремі Шервуд                        | постійна           | постійна           | постійна           | постійна           | постійна           |                    |                    |
| Джон Вайт-молодший   | Фінн Леблан                           | постійна           | постійна           | постійна           | постійна           | постійна           | постійна           |                    |
| Люк Бартелма         | Ті Джей Леблан                        | постійна           | постійна           | постійна           | постійна           |                    |                    |                    |
| Коннор Крістін       | Ті Джей Леблан                        |                    |                    |                    |                    | постійна           | постійна           |                    |
| Джейк Джонсон        | Лукас Моран                           | постійна           | постійна           | постійна           | постійна           | постійна           |                    |                    |
| Хлоя Дж. Тейлор      | Кеті (Ейлін Кетрін) Моран             | постійна           | постійна           | постійна           | постійна           | постійна           |                    |                    |
| Кім Аллен            | Аманда Джой Голден                    | постійна           | гостьова           |                    |                    |                    |                    |                    |
| Керолайн Пірес       | Еммалін Голден                        | постійна           |                    |                    |                    |                    |                    |                    |
| Кейтлін Піппі        | Еммалін Голден                        |                    | повторювана        | повторювана        | повторювана        | повторювана        | гостьова           | гостьова           |
| Террі Серпіко        | полковник Френк Шервуд                | повторювана        | повторювана        | постійна           | постійна           | постійна           | постійна           | повторювана        |
| Ерін Краков          | Таня Габріель                         |                    |                    |                    | повторювана        | повторювана        | постійна           |                    |
| Келлі Вільямс        | Джекі Кларк                           |                    |                    |                    |                    |                    | постійна           | постійна           |
| Алісса Діас          | Глорія Крус                           |                    |                    |                    |                    |                    | постійна           | постійна           |
| Джозеф Джуліан Сорія | Гектор Крус                           |                    |                    |                    |                    |                    | постійна           | постійна           |
| Торрі ДеВіто         | Меггі Голл                            |                    |                    |                    |                    |                    |                    | постійна           |
| Ашанті               | Латиш Монтклер                        |                    |                    |                    |                    |                    |                    | постійна           |
| Ель Маклемор         | Голлі Трумен                          |                    |                    |                    |                    |                    |                    | постійна           |
| Брук Шилдс           | полковник Кет (Кетрін) Янг            |                    |                    |                    |                    |                    |                    | постійна           |